# Podwiązanie jajowodów
Podwiązanie jajowodów, salpingotomia – metoda sterylizacji chirurgicznej, której celem jest utrata zdolności do zapłodnienia kobiety. Zabieg ten nie zalicza się do metod antykoncepcji.
Wykonuje się go na drodze minilaparotomii lub laparoskopii. Zablokowane jajowody nie pozwalają na uwolnienie komórki jajowej w głąb jajowodu, przez co nie dochodzi do zapłodnienia. W Polsce podwiązanie jajowodów jest nielegalne, ale można je wykonać w przypadku, gdy kolejna ciąża zagraża zdrowiu i życiu kobiety.
Skutki tego zabiegu są co do zasady uznawane za nieodwracalne, choć można spróbować wykonać zabieg przywrócenia drożności jajowodów, polegający na ponownym ich połączeniu.